# Uniporus borealis
Uniporus borealis är en djurart som tillhör fylumet slemmaskar, och som först beskrevs av Punnett 1901.  Uniporus borealis ingår i släktet Uniporus och familjen Uniporidae. Inga underarter finns listade i Catalogue of Life.